# Revue des questions historiques
La Revue des questions historiques est une revue historique fondée en juillet 1866 par le marquis Gaston du Fresne de Beaucourt et éditée par Victor Palmé. Selon Gabriel Monod, il s'agissait d'une revue d'influence conservatrice et ultra-montaine, à l'opposé de sa propre Revue historique fondée dix ans plus tard. Cette revue a été éditée jusqu'en 1939.

## Historique
À partir de 1866, certains royalistes combattent autour de l’histoire universitaire où ils affrontent les historiens républicains. L’histoire savante demeure largement entre les mains du clergé et des notables, qui cherchent dans le passé, les racines de leurs traditions, familles, paroisses, villes, diocèses, et professions, en résumé de leur culture. Le marquis Gaston de Beaucourt et le comte de Mas-Latris fondent la Revue des questions historiques avec un noyau d’historiens  légitimistes d’une trentaine d’années. Ce groupe de chartistes et d’érudits se donne pour tâche scientifique, politique et religieuse, de réagir contre l’affadissement de l’histoire catholique et d’unir les hommes de science sur le terrain de la foi. Face aux historiens officiels, ces érudits centrent leurs travaux sur les domaines comme Étienne Marcel, Philippe Auguste, la Fronde, la Féodalité, l’Inquisition et la Révolution. La revue renouvelle alors l’histoire religieuse et révise efficacement l’histoire officielle en faisant preuve d’innovation.
Les procédures les plus achevées en matière d'analyse et d'étude des faits et des documents historiques, la méthode critique, quitte le monde clos de l'École des chartes pour atteindre le grand public. La Revue des questions historiques est la première revue d'histoire à prétention scientifique publiée en France. La revue est composée de cinq articles érudits d’une cinquantaine de pages répondant à l’histoire officielle sur : l’Histoire de France, l’Histoire ecclésiastique, l’Histoire littéraire, l’Histoire des institutions, l’Histoire étrangère, l’Exégèse, l’Histoire grecque et romaine, l’Archéologie, l’Apologétique. La RQH informe également du mouvement de la science historique sur le plan international tandis que des chroniques exposent tous les faits et projets illustrant ses progrès. La RQH établit aussi une revue des travaux d’histoire publiés dans les périodiques régionaux et propose un Bulletin bibliographique de 30 comptes rendus d’ouvrages qui évaluent la méthode de l’exposé et dévoilent l’éventuelle mauvaise intention de l’auteur ; fut-il catholique ou royaliste. La revue, grâce son réseau de chercheurs, de correspondants, de 600 abonnés et de lecteurs regroupés autour de la Société Bibliographique, contrebalance l’historiographie officielle.
En soixante-treize ans de publication, la revue a connu quatre directeurs : Gaston de Beaucourt (1866-1902), Paul Allard (1902-1914), Roger Lambelin (1922-1929) qui en 1922 la sauve d'une faillite annoncée et Jean Baudry (1933-1939).

## Influences
- En 1876 la RQH annonce qu’elle a « conquis un si haut rang dans le monde érudit, et a obtenu un succès tel, que nos adversaires vont incessamment publier une revue historique dont la forme sera absolument semblable à la nôtre ». Ce sera la Revue Historique, fondée par Gabriel Monod et Gustave Fagniez.
- En 1973 Victor Nguyen s'inspirera de l'expérience de la RQH pour la création de la revue d'histoire Anthinéa.